# Erik Rdeči
‎
Erik Rdeči (staronordijsko Eiríkr rauði; norveško Eirik Raude), vikinški raziskovalec, * 950, okrožje Jaeder, jugozahodna Norveška, † 1003, Grenlandija.
Erik Rdeči je dobil ime po svoji rdeči bradi in laseh, morda pa tudi celo zaradi svojega jeznega značaja. Znan je kot ustanovitelj prve nordijske naselbine na Grenlandiji, otoku, ki je bil dotlej večinoma nanaseljen. Kot sin Þorvaldra Ásvaldssona je bil po tedanjih običajih patronimično imenovan tudi Eiríkr Þorvaldsson.
Okrog leta 960 je bil Erikov oče prisiljen zapustiti Norveško zaradi »nekaj umorov«, kot priča Saga o Eriku Rdečem. Družina se je naselila v nordijski koloniji na obali Islandije. Erik je sledil očetovemu zgledu: okrog leta 982 je bil izgnan z Islandije, prav tako zaradi zagrešenih umorov. Po Sagi o Eriku Rdečem naj bi si njegov sosed Thorgest od njega izposodil nekaj lesenih miznih plošč, ki jih ni vrnil. Erik se je odpravil po pojasnilo. Thorgest se je ob Erikovemu obisku čutil osramočenega, zato je začel spopad, med katerim je Erik ubil Thorgestova sinova. Drugi umor, ki ga je Erik zagrešil, se je zgodil ob njegovem vztrajanju po maščevanju za smrti njegovih sužnjev, ki so po nesreči sprožili zemeljski plaz na Valthjofovi kmetiji. Valthjof je sužnje kaznoval s smrtjo. 
Erik je bil za te umore obsojen in za kazen izgnan z Islandije. S skupino somišljenikov, ki jo je popeljal s seboj, je dosegel dežele, ležeče skoraj 500 milj zahodno od Islandije, ki naj bi jih bil odkril Gunnbjörn že skoraj pred stoletjem. Tedaj so ga močni vetrovi gnali proti deželi, ki jo je imenoval Gunnbjarnarsker (Gunnbjörnove čeri). V grenlandski zgodovini je bil Gunnbjorn porinjen na stran in za pravega odkritelja otoka velja Erik Rdeči.
Erik je potoval okrog skrajne južne točke otoka, ki je bila kasneje poimenovana Rt slovesa. Nazadnje je dosegel del obale, kjer so vladali pogoji, podobni tistim na Norveškem in so obljubljali uspeh in blaginjo. Glede na Sago o Eriku Rdečem je Erik tri leta pregnanstva preživel ob raziskovanju jugozahodne obale Grenlandije, kamor je brez dvoma sodil tudi globok fjord, ki je bil kasneje poimenovan po njem. Po koncu dobe pregnanstva se je Erik vrnil na Islandijo in začel širiti zgodbe o Grenlandiji, zeleni deželi. Tako jo je poimenoval z namenom privabiti morebitne naseljence: »Možje bodo veliko bolj željni oditi v deželo, nosečo privlačno ime.« To se je izkazalo za uspešno, saj je mnogo ljudi, posebej »tisti Vikingi, ki so živeli na slabi islandski zemlji« in tisti, ki so »trpeli za lakoto« verjelo, da Grenlandija nudi široke možnosti.
Potem, ko je prezimil na Islandiji, se je Erik leta 985 z velikim številom kolonistov vrnil na Grenlandijo. Naselitveni podvig so izvedli z 25 ladjami, od katerih jih je 14 doseglo cilj, ostale pa so se izgubile na morju. Ustanovil je dve koloniji na njeni zahodni obali: Eystribyggð, Vzhodno naselbino (v bližini današnjega Narsarsuaqa) in Vestribyggð, Zahodno naselbino (v bližini Nuuka). Ta kraja, ki sta pravzaprav ležala na severu in jugu, sta se izkazala kot edina primerna za kmetijstvo. Med poletjem, ko so bile vremenske razmere bolj primerne za potovanje, je vsaka od naselbin poslala skupino mož na lov v zaliv Disko. Tako so naseljenci prišli do hrane, tjulnjev (uporabljali so jih za vrvi), slonovine (iz oklov) in nasedlih kitov. 
V Vzhodni naselbini je Erik zase osnoval posestvo Brattahlíð v bližini današnjega Narsarsuaqa. Imel je naslov najvišjega poglavarja Grenlandije in kot tak je bil zelo premožen in spoštovan. 
Naselbina je cvetela, število njenega prebivalstva je preseglo 3000. Živeli so na širšem področju v okolici Eriksfjorda in okoliških fjordov. Izvorni skupini naseljencev so se pridružili novi, ki so se za preselitev odločili zaradi prenaseljenosti Islandije. Ena od takih skupin, ki je prispela leta 1002, pa je s seboj prinesla bolezen, ki je zdesetkala prebivalstvo naselbine. Skupaj s številnimi drugimi pomembnimi prebivalci je pozimi leta 1003 umrl tudi Erik. Kljub temu se je naselbini uspelo znova postaviti na noge. Ohranila se je, dokler ni v 15. stoletju mala ledena doba Grenlandijo v očeh Evropejcev naredila za nepomembno. Drugi razlogi za propad so bili tudi zanemarjanje naselbine s strani Norveške, plenitve gusarjev in spori z Inuiti, preseljujočimi se na ozemlja naseljencev.
Kolikor je znano, sta Erik in njegova žena Þjóðhildr (Thorhild) imela štiri otroke: hčer Freydís in tri sinove, Leifa, Þorvalda (Thorvalda) and Þorsteinna (Thorsteina). Erik je bil za razliko od sina Leifa nekristjan. Leif Erikson je kot prvi Viking, ki je odkril Vinlandijo (Severno Ameriko), tam ustanovil tudi prvo krščansko cerkev na ameriških tleh (ni pa verjetno, da je bil obenem tudi prvi grenlandski kristjan). Leif je očeta povabil na svoje potovanje proti Vinlndiji, vendar je med potjo v pristanišče padel s konja, kar je imel za slab znamenje in se zato za potovanje ni odločil. Naslednjo zimo po sinovemu odhodu je Erik umrl. Morda ga je žena na smrtni postelji spreobrnila v krščansko vero.